# Avusrennen 1934
L'Avusrennen 1934 est un Grand Prix qui s'est tenu sur le circuit de l'Avus le 27 mai 1934.

## Grille de départ
| 1re ligne | Pos. 3             |         | Pos. 2               |                         | Pos. 1            |
| --------- | ------------------ | ------- | -------------------- | ----------------------- | ----------------- |
|           | Pietsch Alfa Romeo |         | Howe Maserati        |                         | Chiron Alfa Romeo |
| 2e ligne  |                    | Pos. 5  |                      | Pos. 4                  |                   |
|           |                    | *       |                      | Stuck Auto Union        |                   |
| 3e ligne  | Pos. 8             |         | Pos. 7               |                         | Pos. 6            |
|           | Nuvolari Maserati  |         | Varzi Alfa Romeo     |                         | DePaolo Miller    |
| 4e ligne  |                    | Pos. 10 |                      | Pos. 9                  |                   |
|           |                    | *       |                      | Zu Leiningen Auto Union |                   |
| 5e ligne  | Pos. 13            |         | Pos. 12              |                         | Pos. 11           |
|           | Moll Alfa Romeo    |         | Momberger Auto Union |                         | *                 |
| 6e ligne  |                    |         |                      | Pos. 14                 |                   |
|           |                    |         |                      | Siena Maserati          |                   |

Note :
* À la suite d'un problème de pompe à essence, les trois Mercedes-Benz ne prennent pas le départ de la course.

## Classement de la course
| Pos | no | Pilote                  | Écurie           | Châssis                      | Tours | Temps/Abandon    | Grille |
| --- | -- | ----------------------- | ---------------- | ---------------------------- | ----- | ---------------- | ------ |
| 1   | 64 | Guy Moll                | Scuderia Ferrari | Alfa Romeo Tipo B-Streamline | 15    | 1 h 26 min 3 s 0 | 13     |
| 2   | 60 | Achille Varzi           | Scuderia Ferrari | Alfa Romeo Tipo B            | 15    | + 1 min 27 s 3   | 7      |
| 3   | 46 | August Momberger        | Auto Union       | Auto Union Type A            | 15    | + 1 min 45 s 3   | 12     |
| 4   | 48 | Earl Howe               | Privé            | Maserati 8CM                 | 15    | + 9 min 15 s 3   | 2      |
| 5   | 50 | Tazio Nuvolari          | Privé            | Maserati 8CM                 | 15    | + 13 min 6 s 0   | 8      |
| 6   | 68 | Paul Pietsch            | Privé            | Alfa Romeo Monza             | 15    | + 18 min 26 s 2  | 8      |
| Abd | 42 | Hans Stuck              | Auto Union       | Auto Union Type A            | 12    | Embrayage        | 4      |
| Abd | 62 | Louis Chiron            | Scuderia Ferrari | Alfa Romeo Tipo B            | 9     | Tuyau d'huile    | 1      |
| Abd | 44 | Hermann zu Leiningen    | Auto Union       | Auto Union Type A            | 7     | Radiateur        | 9      |
| Abd | 66 | Peter de Paolo          | Privé            | Miller                       | 5     | Bielle           | 6      |
| Abd | 22 | Eugenio Siena           | Privé            | Maserati 8CM                 | 3     |                  | 14     |
| Np  |    | Rudolf Caracciola       | Daimler-Benz AG  | Mercedes-Benz W25            |       | Non partant      |        |
| Np  |    | Manfred von Brauchitsch | Daimler-Benz AG  | Mercedes-Benz W25            |       | Non partant      |        |
| Np  |    | Luigi Fagioli           | Daimler-Benz AG  | Mercedes-Benz W25            |       | Non partant      |        |

- Légende: Abd.=Abandon - Np.=Non partant.

## Pole position & Record du tour
- Pole position : Louis Chiron.
- Record du tour : August Momberger en 5 min 12 s 0.